# Памятник Шолохову (Москва, Волжский бульвар)
Памятник Михаилу Шолохову — памятник советскому писателю Михаилу Александровичу Шолохову. Открыт в 2001 году в Москве.
Адрес установки: г. Москва, пересечение Волгоградского проспекта и Волжского бульвара.

## История

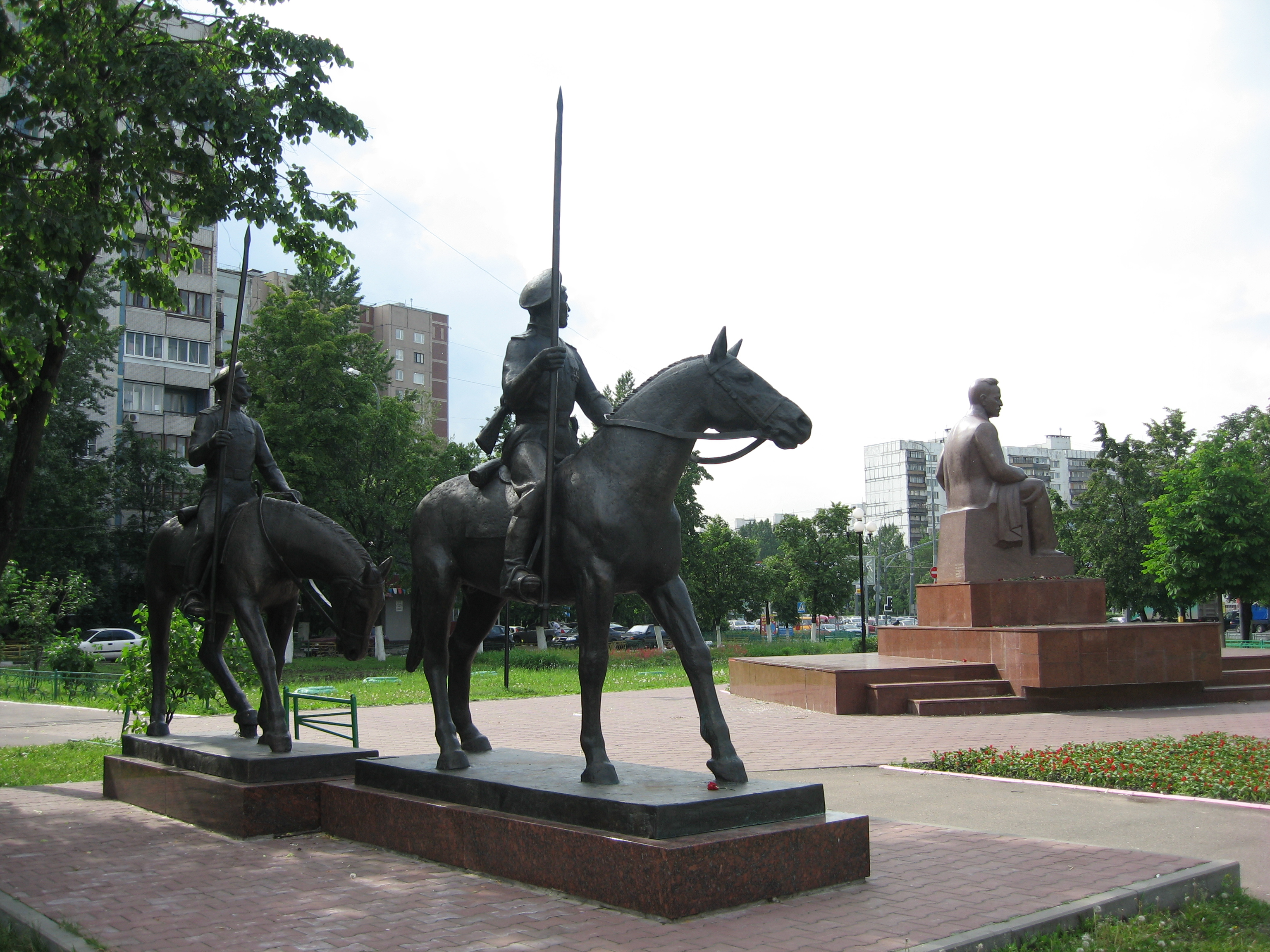
Памятник М. А. Шолохову на Волжском бульваре в Москве

Лауреат Нобелевской премии по литературе Михаил Александрович Шолохов (1905—1984) — писатель, киносценарист. Автор ряда рассказов, романов «Тихий Дон», «Поднятая целина», «Они сражались за Родину».
В 2001 году в Москве писателю в сквере на пересечении Волгоградского проспекта и Волжского бульвара был установлен памятник. Шолохов изображен молодым человеком в костюме, рубашке с галстуком; он сидит на ступеньках, через правую ногу перекинут плащ, правая рука лежит на колене, левая согнута. Скульптура установлена на возвышении, облицованном коричневой гранитной плиткой.
Рядом с памятником в 2008 году на низких гранитных постаментах была установлена скульптурная композиция «Дозорные». Она изображает двух конных казаков с шашками в ножнах; в руках у них копья. Дозорные, едущие один за другим, приостановили движение, повернув головы в сторону памятника. Первый из них изображает главного героя романа «Тихий Дон» — Григория Мелехова, второй представляет собой собирательный образ казака. В скульптуре Мелехова с винтовкой за спиной авторы старались передать портретное сходство с актёром Петром Глебовым, сыгравшим роль этого героя в экранизации 1958 года. Композиция «Дозорные» обогатила содержание памятника.
Авторы памятника: cкульпторы заслуженный деятель искусств России, лауреат Международной премии им. М. А. Шолохова (2005), народный художник РФ Владимир Глебов-Вадбольский; лауреат Международной премии им. М. А. Шолохова Юрий Дрёмин.

## Технические данные
Скульптуры композиции выполнены из бронзы, стоят на гранитном постаменте. Благоустроена территория вокруг памятника.